# Don Sherwood

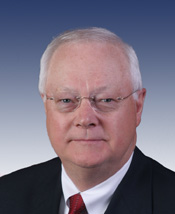
Don Sherwood (2005)

Donald L. Sherwood (* 5. März 1941 in Nicholson, Wyoming County, Pennsylvania) ist ein US-amerikanischer Politiker. Zwischen 1999 und 2007 vertrat er den Bundesstaat Pennsylvania im US-Repräsentantenhaus.

## Werdegang
Donald „Don“ Sherwood besuchte die Lackawanna Trail High School und danach die Wyoming Seminary Preparatory School. Anschließend studierte er bis 1963 am Dartmouth College in Hanover (New Hampshire). In den Jahren 1963 bis 1965 diente er in der US Army. Beruflich war er danach Autohändler. Seine Firma ist bis heute im Familienbesitz. Zwischenzeitlich war er auch an einem lokalen Radiosender beteiligt. Gleichzeitig schlug er als Mitglied der Republikanischen Partei eine politische Laufbahn ein. Von 1975 bis 1998 saß er im Schulausschuss der Stadt Tunkhannock; seit 1992 war er dessen Vorsitzender.
Bei den Kongresswahlen des Jahres 1998 wurde Sherwood im zehnten Wahlbezirk von Pennsylvania in das US-Repräsentantenhaus in Washington, D.C. gewählt, wo er am 3. Januar 1999 die Nachfolge von Joseph M. McDade antrat. Nach drei Wiederwahlen konnte er bis zum 3. Januar 2007 vier Legislaturperioden im Kongress absolvieren. In diese Zeit fielen die Terroranschläge am 11. September 2001, der Irakkrieg und der Militäreinsatz in Afghanistan. Im Jahr 2006 wurde er nicht wiedergewählt, was auch mit einer damals in die Öffentlichkeit gelangten außerehelichen Beziehung zusammenhing.